# Nuncia vidua
Nuncia vidua är en spindeldjursart som beskrevs av Forster 1954. Nuncia vidua ingår i släktet Nuncia och familjen Triaenonychidae. Inga underarter finns listade i Catalogue of Life.